# Tour-en-Sologne
Tour-en-Sologne ist eine französische Gemeinde mit 1.133 Einwohnern (Stand: 1. Januar 2022) im Département Loir-et-Cher in der Region Centre-Val de Loire; sie gehört zum Arrondissement Blois und zum Kanton Chambord. 

## Geographie
Tour-en-Sologne liegt etwa 13 Kilometer ostsüdöstlich von Blois am Fluss Beuvron in der Sologne. Umgeben wird Tour-en-Sologne von den Nachbargemeinden Chambord im Norden, Neuvy, Bracieux und Bauzy im Osten, Fontaines-en-Sologne im Südosten, Cour-Cheverny im Süden und Südwesten, Mont-près-Chambord im Westen und Nordwesten sowie Huisseau-sur-Cosson im Nordwesten.

## Bevölkerungsentwicklung
| Jahr                       | 1962 | 1968 | 1975 | 1982 | 1990 | 1999 | 2006 | 2017 |
| Einwohner                  | 473  | 504  | 529  | 726  | 794  | 887  | 885  | 1117 |
| Quellen: Cassini und INSEE |      |      |      |      |      |      |      |      |

## Sehenswürdigkeiten
- Kirche Saint-Étienne aus dem 12. Jahrhundert
- Schloss Villesavin

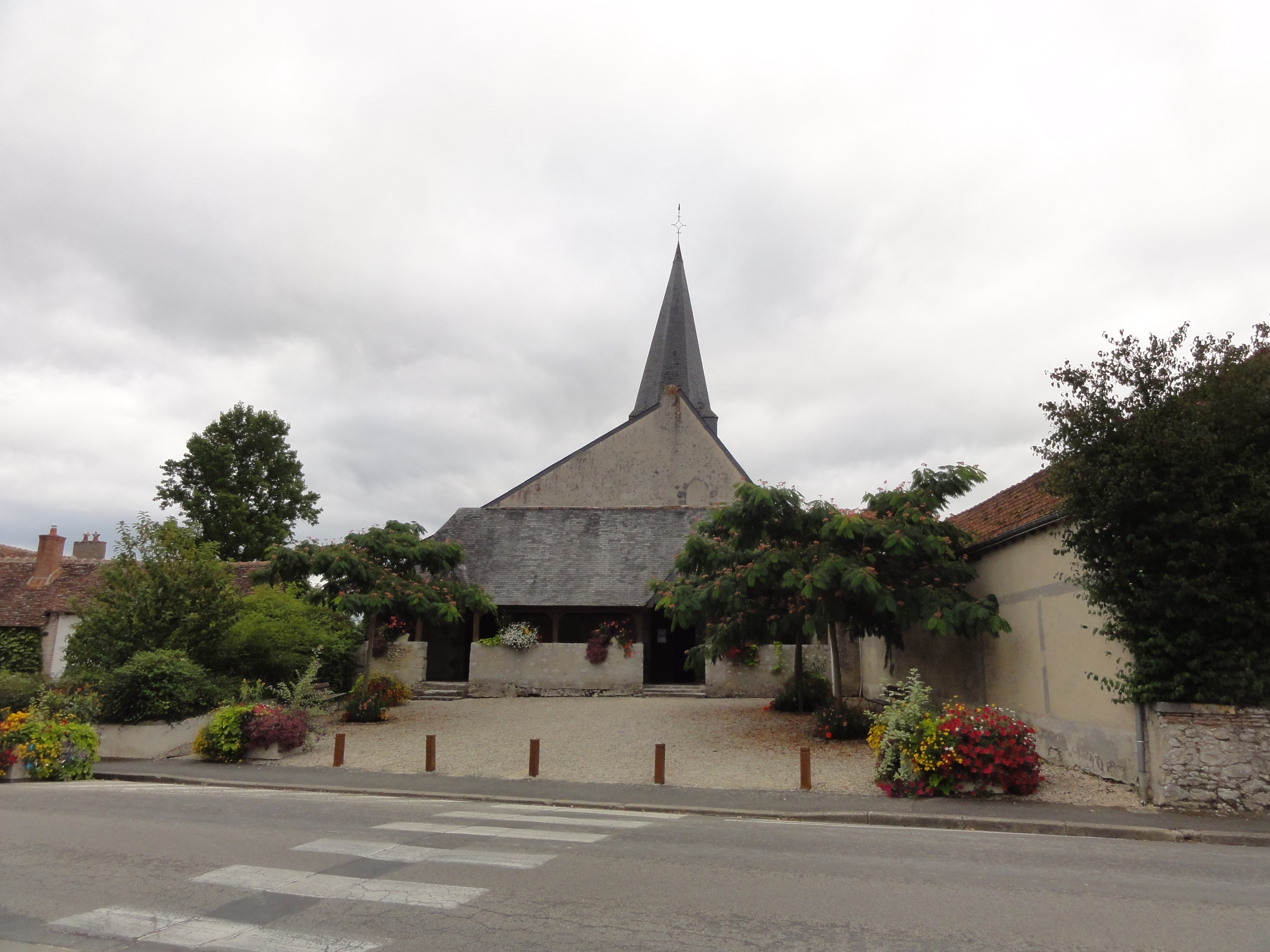
Kirche Saint-Étienne
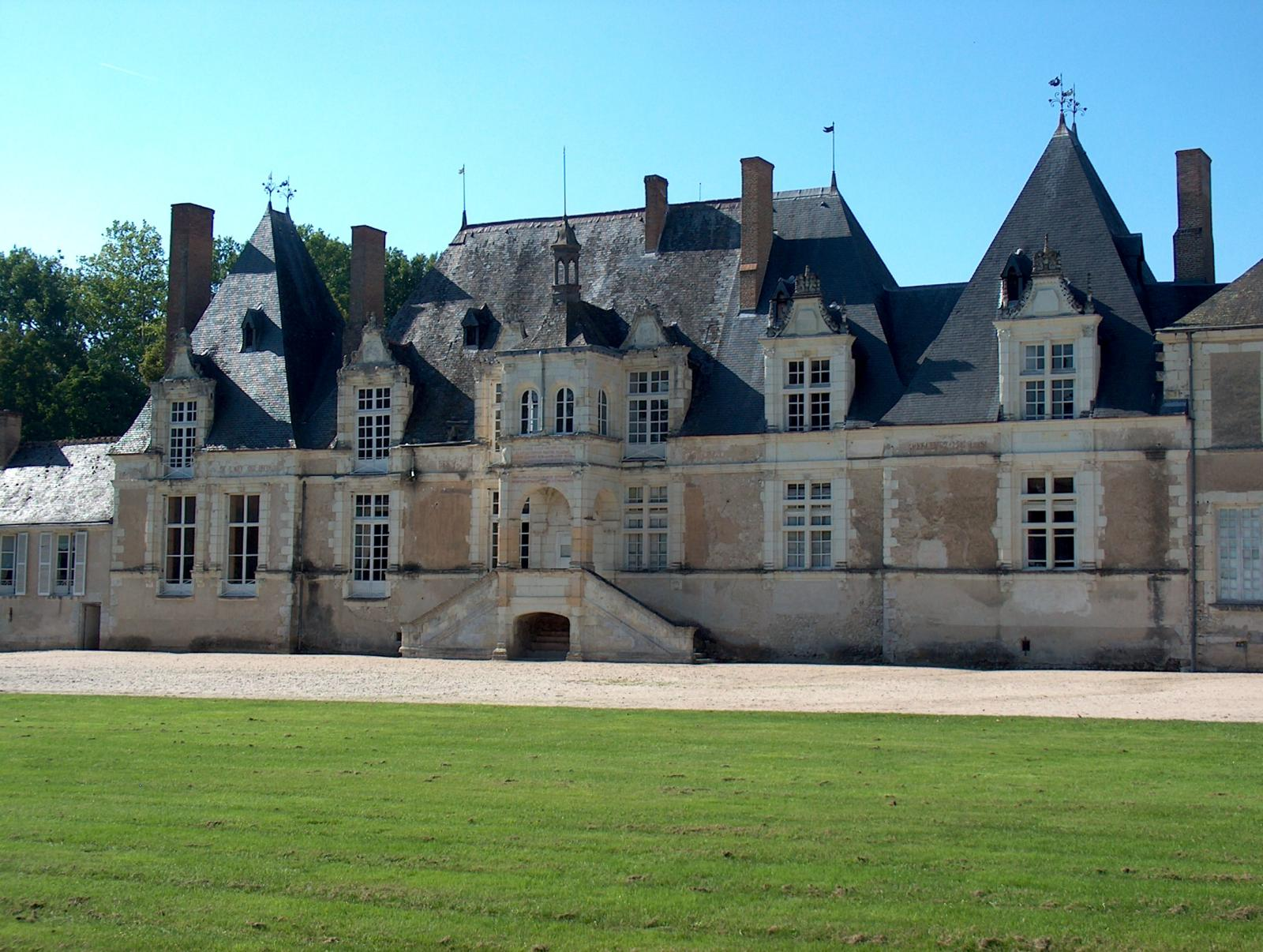
Schloss Villesavin